# Slag bij Naulochus
Tijdens de Slag bij Naulochus op 3 september 36 v.Chr. versloeg Marcus Vipsanius Agrippa Sextus Pompeius tijdens een zeeslag. Marcus Vipsanius Agrippa was de veldheer van Augustus. Het was een zeeslag tijdens de Bellum Siculum.

## Achtergrond
Na het versterken van de band tussen Octavianus en Marcus Antonius, met het pakt van Brundisium, moesten de twee triumvirs de dreiging van Sextus Pompeius, zoon van Pompeius de kop in drukken. Sextus had de provincie Sicilië bezet, dat een groot deel van Rome's graan toevoer verzorgde. Toen Sextus erin slaagde een hongersnood in Rome te veroorzaken, sloten Octavianus en Antonius in 39 v. Chr. een alliantie met Sextus. Hierdoor werd hij gouverneur van Sicilië, Sardinië, en de Peloponnesus voor vijf jaar (verdrag van Misenum). De alliantie was van korte duur, en Sextus sneed de graantoevoer van Rome opnieuw af. Octavianus probeerde om Sicilië in 38 v. Chr. binnen te vallen, maar werd gedwongen zich terug te trekken vanwege het slecht weer.
Agrippa sneed een deel van via Ercolana af en groef een kanaal om het meer Lucrinus met de zee te verbinden en het meer in een haven te veranderen, genaamd Iulius. De nieuwe haven werd gebruikt om schepen voor zeeslagen bouwen en op te leiden. Een nieuwe vloot werd gebouwd, met 20.000 roeiers die vooral bestonden uit bevrijde slaven. De nieuwe schepen waren veel groter, om veel meer marine-infanterie te vervoeren, die tezelfdertijd werden opgeleid. Verder ruilde Anthonius 20.000 infanteristen voor zijn campagne in Parthië met 120 schepen, onder het bevel van de derde Triumvir Marcus Aemilius Lepidus. Op Juli 36 v.Chr. voeren twee vloten, één uit Italië, en een andere vloot, die door derde triumvir Marcus Aemilius Lepidus wordt verstrekt, vanuit Afrika, naar Sextus' bolwerk Sicilië.
In Augustus kon Agrippa Sextus in een zeeslag dicht bij Mylae (het moderne Milazzo) definitief verslagen; dezelfde maand werd Octavius verslagen en ernstig verwond in een slag dicht bij Taormina.

## De Slag
Voor Naulochus,ontmoeten de twee vloten van Agrippa en Sextus elkaar. Beide vloten bestonden uit 300 schepen, allen met artillerie, maar Agrippa voerde het bevel over zwaardere eenheden, die met een harpax waren bewapend, gebaseerd op de corvus. Agrippa maakte goed gebruik van zijn nieuw wapen, door de meer wendbare schepen van Sextus te blokkeren, na een lange en bloedige strijd slaagde hij erin, om zijn vijand te verslaan. Agrippa verloor drie schepen, terwijl 28 schepen van Sextus waren gezonken, 17 gevlucht, en de anderen verbrand of gevangengenomen.

## Nasleep
Na zeven jaar was Sicilië definitief ontworsteld van de controle van de verrassend vindingrijke Sextus, die met zijn grote marine voor veel problemen voor het tweede triumviraat had gezorgd.
Sextus bereikte met 7 schepen Messana, en vluchtte van daaruit naar Mytilini en van daar verder naar het Oosten, waar hij in 35 v.Chr. door Antonius werd verslagen.
Octavianus en Lepidus versloegen de laatste opstandige Pompeianen op Sicilië. Later kon Octavianus Lepidus, met een slinkse streek, van zijn politieke en militaire macht ontdoen en de enige heerser van het westen worden.

## Meer informatie
http://penelope.uchicago.edu/Thayer/E/Roman/Texts/Appian/Civil_Wars/5*.html